# 津塔里站
津塔里站是托尔尼亚卡尔内斯-图库姆斯铁路线上的一个火车站，位于拉脱维亚尤爾馬拉的津塔里街区。